# Trachelas costatus
Trachelas costatus är en spindelart som beskrevs av O. Pickard-Cambridge 1885. Trachelas costatus ingår i släktet Trachelas och familjen flinkspindlar. Inga underarter finns listade i Catalogue of Life.